# Coccophagus kabulensis
Coccophagus kabulensis är en stekelart som beskrevs av Sugonjaev 1985. Coccophagus kabulensis ingår i släktet Coccophagus och familjen växtlussteklar.
Artens utbredningsområde är Afghanistan. Inga underarter finns listade i Catalogue of Life.